# Sabbas
Sabbas, Sabas, Saba – imię męskie pochodzenia aramejskiego, od saba – „starzec, dziad, dziadek”. Jego patronem jest święty Saba (Sawa), najważniejszy święty w Serbskiej Cerkwi, a także inni święci, również katoliccy, w liczbie co najmniej piętnastu. Sawa zaś jest nowogrecką formą imienia, występującą na obszarze chrześcijaństwa prawosławnego, od której być może pochodzą m.in. takie nazwiska, jak Sawa, Sawka, Sawczyn, Sawicki.
Odpowiedniki w innych językach
- łacina — Sabas, Sabbas
- język francuski — Sabas, Sava
- język niemiecki — Sabas, Sabbas
- język rosyjski — Савва, (pol.) Sawwa
- język włoski — Saba, Sabba

Sabbas, Sabas, Saba imieniny obchodzi:
- 14 stycznia, jako wspomnienie św. Sawy, arcybiskupa Serbii,
- 5 lutego, jako wspomnienie św. Saby Młodszego, sycylijczyka,
- 12 kwietnia, jako wspomnienie św. Saby Gota,
- 24 kwietnia, jako wspomnienie św. Saby, męczennika rzymskiego,
- 16 sierpnia, jako wspomnienie św. Saby, męczennika perskiego,
- 5 grudnia, jako wspomnienie św. Saby Jerozolimskiego, archimandryty.

Znane osoby noszące to imię
- Saba — postać biblijna, wnuk Abrahama
- Sawa (apostoł) – święty katolicki i prawosławny, apostoł Bułgarii
- Sawa — zwierzchnik Polskiego Autokefalicznego Kościoła Prawosławnego
- Sawa Botew — bułgarski agronom, publicysta i uczony, współautor pierwszej bułgarskiej encyklopedii rolnictwa Zemedełska encikłopedija (bułg. Земеделска енциклопедия)
- Sawa Frydman[4] — polski dogmatyk prawa
- Saba Ji Hwang — koreański męczennik, błogosławiony katolicki
- Sawa Kononowicz — hetman kozaków rejestrowych w 1637 roku
- Sawa Storożewski — mnich i ihumen klasztoru w Storożewie i Zwienigorodzie
- Sabbas — patriarcha Aleksandrii